# تبعید

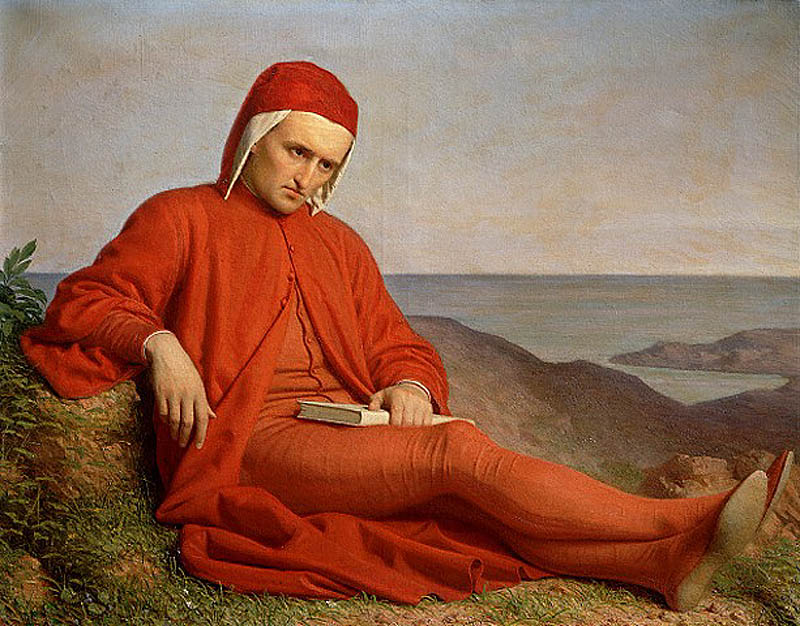
دانته در تبعید

تَبعید، اجبار کردن شخصی توسط یک حکومت برای زندگی در یک محل خاص را می‌نامند. در زمان تبعید شخص باید خود را به‌طور دائم به مقامات تعیین شده معرفی کند و نباید در تمام مدت زمان تبعید اقدام به ترک محل تبعید نماید. در تاریخ بسیاری از افرادی که مورد تأیید حکومت‌ها نبودند، تبعید می‌شدند و همواره در میان حکومت‌ها تبعید به عنوان ابزار حذف مخالفان استفاده می‌شود.

## در اسلام
برای اشاره به تبعید در فقه و حقوق اسلامی، از اصطلاح «نَفیِ بَلَد» استفاده می‌شود که به اخراج یک فرد یا گروه از یک مکان یا سرزمین که یکی از انواع مجازات و به معنای دور کردن و بیرون کردن مجرم از محل ارتکاب جرم یا محل اقامتش است، اشاره دارد. به موجب این مجازات، فرد مجرم، از اقامت در وطن و شهر خود ممنوع شده و برای مدت زمان معینی به سکونت اجباری در محلی دیگر محکوم می‌گردد. مجازات بعضی از جرایم خاص مانند زنای غیرمحصنه، قَوّادی و محاربه طبق فقه جزایی اسلام، تبعید است. همچنین تبعید در دوران‌های مختلف تاریخی از سوی برخی حاکمان علیه مخالفان خود و با هدف محدودسازی آنها انجام شده است.
نفی بلد، رفتاری تاریخی است؛ به‌عنوان نمونه، خسرو اول، شاه ساسانی ایران، ۲۹۲۰۰۰ شهروند، برده و مردم تسخیر شده را به شهر تازه تیسفون در سال ۵۴۲ میلادی یا مثلاً بریتانیا شمار زیادی از مخالفان مذهبی و مجرمان را به آمریکا و استرالیا نفی بلد کرد.

## واژه‌شناسی
تبعید، از ریشه «ب ـ ع ـ د» و در لغت به معنای دور کردن است.
(به عربی: نَفي) واژه‌ای عربی معادل تبعید در فارسی است که در میان مفاهیم نظام حقوقی، به‌کار می‌رود. نفی یعنی بیرون کردن بزه‌کار از محلّ زندگی یا محلّ ارتکاب بزه یا محلّ اجرای حد که از آن در باب حدود سخن رفته است.

## در تاریخ

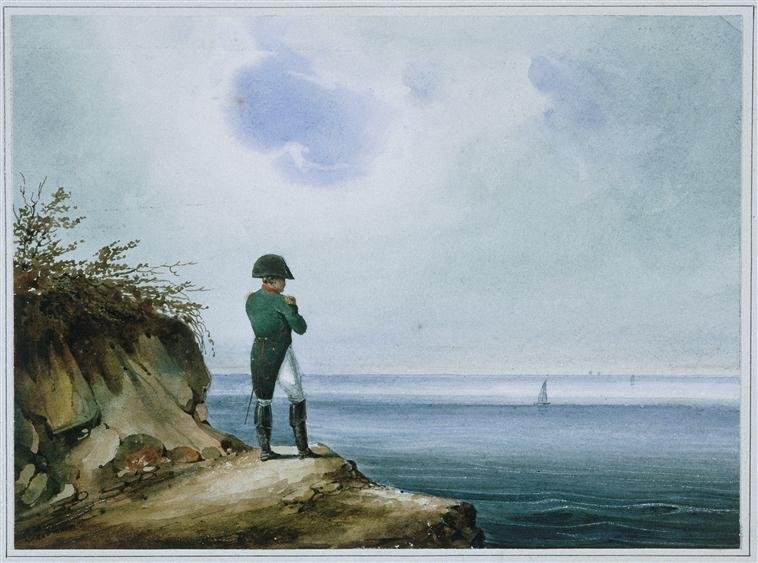
ناپلئون تبعید شده در سنت هلن

- بعد از مرگ اسکندر، ارسطو فیلسوف یونانی به مقدونیه تبعید شد و یک‌سال بعد در ۳۲۲ق. م درگذشت.[۹][۱۰]
- لوسیوس تارکوینیوس سوپربوس
- ناپلئون نخستین امپراتور فرانسه به جزیره سنت هلنا واقع در اقیانوس اطلس تبعید و زندانی شد.[۱۱]
- ویکتور هوگو پس از قدرت‌گیری ناپلئون، به‌صورت خودخواسته ۱۹ سال در تبعید بود که ابتدا به بروکسل و سپس به جزیرهٔ جرزی و سرانجام به جزیرهٔ گریزین که از جزایر دریایی مانش است، تبعید شد.[۱۲][۱۳]
- تروتسکی سیاستمدار روسی به‌خاطر جدال وی با استالین، بر سر قدرت و شیوه اداره حکومت، از حزب سوسیال دموکرات کارگری روسیه اخراج و با همسرش به آلماتی و بعدها به مکزیک تبعید شد.
- در ایران رضاشاه نخستین شاهنشاه دودمان پهلوی به موریس تبعید شد.[۱۴]
- خمینی در سال‌های تبعید مبارز علیه حکومت پهلوی به عراق، ترکیه و فرانسه تبعید شد.[نیازمند منبع]
- در سال ۱۳۵۶ ژاندارمری حکومت پهلوی، خامنه‌ای را به مدت سه سال به ایرانشهر تبعید کرد.[۱۵]
- دنیل اورتگا در مبارزات خیابانی علیه نیروهای خاندان ساموزا شرکت کرد و ادامه این فعالیت‌ها منجر به دستگیری وی در سال ۱۹۶۷ شد. وی سپس به کوبا تبعید شد و ۷ سال از زندگی خود را در این کشور گذراند.

## قانون‌ها
از دیرباز تاکنون قانون‌های بسیاری برای تبعید در نظر گرفته شده است.

### نفی بلد در ایران
در مادهٔ ۱۹۰ قانون مجازات اسلامی ایران یکی از حدهای محاربه و افساد فی‌الارض، نفی بلد، دانسته شده است.
مراد از نفی بلد در میان فقهای امامیه اخراج محارب از سرزمین محل جرمشان است به شکلی که به هر سرزمینی وارد شوند از هم‌خوارکی، هم‌نشینی، خرید و فروش، ازدواج و… با آن‌ها پرهیز شود است. از این دیدگاه نفی بلد یعنی تبعیدی که همراه با سخت‌گیری‌های دیگری در محل تبعید است. از علی بن موسی الرضا در این مورد که محارب چگونه نفی می‌شوند نقل شده که «محارب از شهری که در آن مرتکب جرم گردیده به شهر دیگری فرستاده می‌شود و به اهل آن شهر نوشته می‌شود که این شخص اخراج شده است، پس با او هم‌نشینی، معامله، ازدواج و نیز هم غذا نشوید و این عمل تا یک سال در مورد وی اجرا می‌گردد.» همچنین حبس‌کردن محارب در محل تبعیدشان نیز از مباحث مطرح‌شده در این زمینه است که برخی علمای معاصر شیعه زندانی‌کردن در مکان تبعید را جایز ندانسته‌اند؛ با این حال برخی هم در شرایطی که تبعیدی در تبعیدگاه ایجاد مفسده کند و کنترل و مراقبتش ممکن نباشد، زندانی‌کردن در محل تبعید را جایز شمرده‌اند.